# Osiedle wiejskie barsukowskie
Barsukowskoje (ros. Барсуковское сельское поселение) – jednostka administracyjna (osiedle wiejskie) wchodząca w skład rejonu monastyrszczińskiego w оbwodzie smoleńskim w Rosji.
Centrum administracyjnym osiedla wiejskiego jest dieriewnia Barsuki.

## Geografia
Powierzchnia osiedla wiejskiego wynosi 145,88 km².

## Historia
Osiedle powstało na mocy uchwały obwodu smoleńskiego z 2 grudnia 2004 r., z późniejszymi zmianami – uchwała z dnia 28 maja 2015 roku.

## Demografia
W 2020 roku osiedle wiejskie zamieszkiwało 600 osób.

## Miejscowości
W skład jednostki administracyjnej wchodzi 19 miejscowości, w tym jedno osiedle (Turkowskogo Torfopriedprijatija) i 18 dieriewni.